# Baix Egipte

Nomós del Baix Egipte

El Baix Egipte (àrab: مصر السفلى, Miṣr as-Suflà; copte: ⲧⲥⲁϧⲏⲧ, Tsakhet) és el nom donat antigament a la zona més septentrional de l'antic Egipte que es configura en el fèrtil delta del Nil entre l'Alt Egipte i la mar Mediterrània moderna, entre El Ai-day, i la ciutat moderna del Caire i Dahshur al sud. La divisió entre el Baix i l'Alt Egipte, es donava en una frontera imaginaria la línia de la qual passaria per Maadi i on Memfis ja formava part de l'Alt Egipte.
Històricament, el riu Nil es va dividir en set branques del delta del Baix Egipte. El Baix Egipte es va dividir en nomós i va començar a avançar com a civilització després del 3600 aC. Actualment, conté dos canals principals que flueixen pel delta del riu Nil: el canal Mahmoudiyah (antic Agathos Daimon) i el canal de Muways (en àrab: بحر موَيس, "via fluvial de Moisès").
Ambdues parts d'Egipte, que probablement no formaven dues unitats, van ser unificades par Narmer (Menes) sobirà de Nekhen (que devia tenir l'hegemonia sobre tot o la major part de l'Alt Egipte) després del 3200 aC. Hi havia nombroses diferències entre els alts i els baixos egipcis al món antic. Parlaven diferents dialectes i tenien diferents costums. Moltes d'aquestes diferències, i les ocasionals tensions que creaven, encara existeixen als temps moderns. Els seus habitants es coneixen com a han.rememhit, per diferenciar-se dels de l'Alt Egipte (han.remmaris).
En aquell moment el Baix Egipte estava fragmentat en petits estats, i probablement havia estat escenari de guerres entre les ciutats estat o confederacions de ciutats.
Les ciutats principals del Baix Egipte foren:
- Buto
- Sais
- Xois
- Sebennitos
- Mareia
- Mendes
- Magdol
- Naucratis
- Bubastis
- Àvaris (Tanis)
- Heroòpolis
- Heliòpolis
- Papremis
- Babilònia (El Caire)